# Michael Odibe
Michael Chukwuwike Odibe (Lagos, 23 luglio 1988) è un calciatore nigeriano, difensore del Gracciano.

## Carriera

### Club
Nella stagione 2007-2008 gioca 24 partite segnando una rete nella seconda divisione nigeriana con la maglia del First Bank.
Nella stagione 2008-2009 colleziona 11 presenze nella terza divisione belga con la maglia dell'Union Saint-Gilloise.
Il 1º febbraio 2010 viene tesserato dal Siena, squadra italiana con cui esordisce in Serie A il 7 marzo 2010 in Siena-Parma (1-1), giocando titolare per i primi 45' e venendo sostituito nell'intervallo con Marcelo Larrondo.
Il 31 gennaio 2011 viene ceduto in prestito al Südtirol, squadra di Lega Pro Prima Divisione.
A fine stagione fa ritorno al club toscano.

## Statistiche

### Presenze e reti nei club
Statistiche aggiornate al 6 novembre 2012.
| Stagione            | Squadra              | Campionato          | Campionato | Campionato | Coppe nazionali | Coppe nazionali | Coppe nazionali | Coppe continentali | Coppe continentali | Coppe continentali | Altre coppe | Altre coppe | Altre coppe | Totale | Totale |
| Stagione            | Squadra              | Comp                | Pres       | Reti       | Comp            | Pres            | Reti            | Comp               | Pres               | Reti               | Comp        | Pres        | Reti        | Pres   | Reti   |
| ------------------- | -------------------- | ------------------- | ---------- | ---------- | --------------- | --------------- | --------------- | ------------------ | ------------------ | ------------------ | ----------- | ----------- | ----------- | ------ | ------ |
| 2008-2009           | Union Saint-Gilloise | D3                  | 11         | 0          | -               | -               | -               | -                  | -                  | -                  | -           | -           | -           | 11     | 0      |
| feb.-giu. 2010      | Siena                | A                   | 5          | 0          | CI              | -               | -               | -                  | -                  | -                  | -           | -           | -           | 5      | 0      |
| 2010-gen. 2011      | Siena                | B                   | 0          | 0          | CI              | 1               | 0               | -                  | -                  | -                  | -           | -           | -           | 1      | 0      |
| gen.-giu. 2011      | Südtirol             | 1D                  | 11+2       | 1+0        | CI              | -               | -               | -                  | -                  | -                  | -           | -           | -           | 13     | 1      |
| 2011-2012           | Arsenal Kiev         | PL                  | 17         | 4          | KU              | 1               | 0               | -                  | -                  | -                  | -           | -           | -           | 18     | 4      |
| lug.-dic. 2012      | Dnipro               | PL                  | 9          | 1          | KU              | 0               | 0               | UEL                | 4                  | 0                  | -           | -           | -           | 13     | 1      |
| gen.-giu. 2013      | Arsenal Kiev         | PL                  | 8          | 0          | KU              | 1               | 0               | -                  | -                  | -                  | -           | -           | -           | 9      | 0      |
| 2013-gen. 2014      | Arsenal Kiev         | PL                  | 1          | 0          | KU              | 0               | 0               | -                  | -                  | -                  | -           | -           | -           | 1      | 0      |
| Totale Arsenal Kiev | Totale Arsenal Kiev  | Totale Arsenal Kiev | 26         | 4          |                 | 2               | 0               |                    | -                  | -                  |             | -           | -           | 28     | 4      |
| 2014                | Atıraw               | PL                  | 27         | 2          | -               | -               | -               | -                  | -                  | -                  | -           | -           | -           | 27     | 2      |
| 2015                | Atıraw               | PL                  | 20         | 0          | -               | -               | -               | -                  | -                  | -                  | -           | -           | -           | 2      | 0      |
| Totale Atıraw       | Totale Atıraw        | Totale Atıraw       | 47         | 2          |                 | -               | -               |                    | -                  | -                  |             | -           | -           | 47     | 2      |
| feb.-giu. 2016      | Concordia Chiajna    | L1                  | 14         | 3          | CR+CdL          | 0+2             | 0               | -                  | -                  | -                  | -           | -           | -           | 16     | 3      |
| 2016                | Aqjaýıq              | PL                  | 10         | 0          | -               | -               | -               | -                  | -                  | -                  | -           | -           | -           | 10     | 0      |
| 2017                | Aqjaýıq              | PL                  | 32         | 1          | -               | -               | -               | -                  | -                  | -                  | -           | -           | -           | 32     | 1      |
| Totale carriera     | Totale carriera      | Totale carriera     | 167        | 12         |                 | 5               | 0               |                    | 4                  | 0                  |             | -           | -           | 176    | 12     |

### Cronologia presenze e reti in nazionale
| Cronologia completa delle presenze e delle reti in nazionale ― Nigeria | Cronologia completa delle presenze e delle reti in nazionale ― Nigeria | Cronologia completa delle presenze e delle reti in nazionale ― Nigeria | Cronologia completa delle presenze e delle reti in nazionale ― Nigeria | Cronologia completa delle presenze e delle reti in nazionale ― Nigeria | Cronologia completa delle presenze e delle reti in nazionale ― Nigeria | Cronologia completa delle presenze e delle reti in nazionale ― Nigeria | Cronologia completa delle presenze e delle reti in nazionale ― Nigeria |
| Data                                                                   | Città                                                                  | In casa                                                                | Risultato                                                              | Ospiti                                                                 | Competizione                                                           | Reti                                                                   | Note                                                                   |
| ---------------------------------------------------------------------- | ---------------------------------------------------------------------- | ---------------------------------------------------------------------- | ---------------------------------------------------------------------- | ---------------------------------------------------------------------- | ---------------------------------------------------------------------- | ---------------------------------------------------------------------- | ---------------------------------------------------------------------- |
| 9-2-2011                                                               | Lagos                                                                  | Nigeria                                                                | 2 – 1                                                                  | Sierra Leone                                                           | Amichevole                                                             | -                                                                      | 82’                                                                    |
| Totale                                                                 |                                                                        | Presenze                                                               | 1                                                                      |                                                                        | Reti                                                                   | 0                                                                      |                                                                        |